# Федосик, Анатолий Семёнович
Анатолий Семёнович Федосик (7 февраля 1926 ― 2005) ― советский и белорусский учёный, белорусский фольклорист, заслуженный деятель науки Республики Беларусь (1990), участник партизанского движения в годы Великой Отечественной войны.

## Биография
Анатолий Семёнович Федосик родился 7 февраля 1926 года в деревне Кошевичи, ныне Петриковского района Гомельской области в крестьянской семье. В 1941 году завершил обучение в Кошевичской школе. С 1942 года прибывал в партизанском отряде Михайловского Полесского объединения. Разведчик спецразведвзвода. После освобождения территории Белоруссии, отряд объединился с Красной армией. Воевал на территории Польши, Прибалтики, Германии. участник Великой Отечественной войны. Уволился из армии в 1946 году.
После возвращения домой стал работать учителем, завучем, директором в разных школах. Заочно завершил обучение на филологическом факультете Белорусского государственного университета в 1953 году. Поступил и с 1958 по 1961 годы стал обучаться в аспирантуре Института искусствоведения, этнографии и фольклора Академии Наук БССР. Защитил диссертацию на соискание степени кандидат наук в 1962 году. С 1967 года работал в должности заведующего сектором фольклора, одновременно с 1969 года трудился и заместителем директора Института искусствоведения, этнографии и фольклора Академии наук Белорусской ССР.
Являлся членом международной комиссии славянского фольклора при Международном комитете славистов, член Белорусского комитета славистов. Первые публикации совершены в 1960 году, основное направление его научной деятельности — белорусский фольклор. Его уникальным трудом считается 42 тома «Белорусского народного творчества». Автор более 200 научных трудов, в том числе 20 монографий и брошюр. Постоянно участвовал в научных экспедициях по сбору фольклора. Один из авторов хрестоматии по белорусскому фольклору, программы по курсу фольклора для филологических факультетов ВУЗов.
Проживал в городе Минске. Умер в 2005 году.

## Награды
Заслуги отмечены медалями и званиями:
- Орден Отечественной войны II степени
- другие медали
- Заслуженный деятель науки Республики Беларусь (1990)
- Государственная премия Белорусской ССР (1986)